# Papatoetoe AFC
Der Papatoetoe Association Football Club ist ein neuseeländischer Fußballklub aus dem Vorort Papatoetoe von Auckland.

## Geschichte
Der Klub wurde im Jahr 1959 gegründet. Bereits in der Saison 1965 spielte man schon in der Division 1 und wechselte ab da hin und wieder auch runter in die Division 2. Als Meister der Division 1 nach der Saison 1982 stieg man aber in die National Soccer League auf. In den ersten beiden Spielzeiten platzierte man sich hier auch in den Top 3, verpasste aber in beiden Fällen, die Meisterschaft. Am Ende der Saison 1985 kann man sich dann aber nur knapp vor dem Abstieg retten. Danach gelingt dann nur noch eine Rückkehr ins Mittelfeld und nach der Spielzeit 1989 musste man schließlich über den letzten Tabellenplatz wieder absteigen.
Nach zwei Spielzeiten in der Premier League, kann man sich wieder fangen und die Saison 1991 hier als Meister beenden. So spielte man noch einmal in der National Soccer League, wo aber auch nur ein Platz im Mittelfeld bei heraussprang. Zur nächsten Saison wurde dann die Superclub League eingeführt und auch hier war man innerhalb der regionalen Northern League wieder vertreten. Sonderlich erfolgreich war man hier aber auch nicht und platzierte sich maximal in den drei Spielzeiten im unteren Mittelfeld.
Ab der Saison 1997 war man somit dann wieder Teil der Premier League, musste kurze Zeit später dann aber auch wieder runter bis in die Division 2. Jedoch gelang es schließlich zur Saison 2008 wieder in die Premier League aufzusteigen. Weil nach der Saison 2010 die Ligen neu strukturiert wurden, spielt man aber der Saison 2011 wieder runter in die Division 1. Mittlerweile spielt der Klub in der Saison 2022 sogar in der fünftklassigen NRF Championship.